# Central térmica de Son Reus
La central térmica de Son Reus es una central termoeléctrica española de ciclo combinado situada en el término municipal de Palma de Mallorca. Su combustible es el gas natural y el gasoil y consta de dos ciclos combinados, Son Reus I y Son Reus II. También cuenta con cuatro turbinas de gas en ciclo abierto.
Cuenta con una potencia instalada de 601,5 MW.
Su construcción comenzó en el año 2000 y se realizó en diferentes fases, terminándose en 2005.

## Datos Técnicos
Ciclo abierto
- 4 Turbinas de gas GE 6B de 36 MW.

Ciclo Combinado I
- 3 Turbinas de gas Alstom GT8C de 52,5 MW.
- 3 Calderas de recuperación (HRSG) Cmi
- 1 Turbina de vapor Alstom TC854MV122 de 75 MW.

Ciclo Combinado II
- 2 Turbinas de gas GE Frame 6FA (75W class)
- 2 calderas NEM de circulación natural
- 1 Turbina de vapor Siemens ST5 de 75MW.
- En la actualidad, ambos ciclos combinados queman gas natural como combustible principal, aunque pueden quemar también gasóleo.

## Propiedad
La central de Son Reus está participada por:
- Endesa 100%